# 116 (số)
116 (một trăm mười sáu) là một số tự nhiên ngay sau 115 và ngay trước 117.